# 亞洛維喬里山
亞洛維喬里山（烏克蘭語：Гори Яловичори）是烏克蘭西部的山峰，屬於烏克蘭喀爾巴阡山脈的一部分。該山峰處於切爾尼夫齊州的維日尼察區，海拔高度1,574米。